# محمد بن علي الكتاني
مُحَمَّد بن عَليّ بن جَعْفَر الكتاني، وكنيته أَبُو بكر وَيُقَال أَبُو عبد الله، أحد علماء أهل السنة والجماعة ومن أعلام التصوف السني في القرن الرابع الهجري، قال عنه أبو عبد الرحمن السلمي بأنه: «كانَ أحد الْأَئِمَّة»، ورُوي عن أبي محمّد المرتعش أنه كان يقول فيه: «الكتّاني سراج الحَرَم»، ووصفه الذهبي بأنّه: «القدوة العارف، شيخ الصوفية».
صحب الجنيد وأبا سعيد الخراز وإبراهيم الخواص وأبا الحسين النوري، وروى عنه جعفر الخلدي ومحمد بن علي التكريتي وأبو القاسم البصري وآخرون. أصله من بغداد، وكان يعظ الناس ويذكرهم بالله جهرةً على المنابر، وكان كثير الأسفار والرحلات، وأقام بمكة مجاوراً منقطعاً للعبادة إلى أن مات فيها سنة 322 هـ.

## من أقواله
- التصوف خُلُق، فمن زاد عليك في الخُلُق، زاد عليك في التصوف.[2]
- من حكم المريد أن يكون نومه غلبة، وأكله فاقة، وكلامه ضرورة.[2]
- الشَّهْوَة زِمَام الشَّيْطَان، فَمن أَخذ بزمامه كَانَ عَبده.[4]
- إن الله نظر إِلَى عبيد من عبيده فَلم يرهم أَهلا لمعرفته فشغلهم بخدمته.[1]